# Ireneusz Dobrowolski
Ireneusz Dobrowolski est un scénariste, réalisateur et producteur polonais né le 30 avril 1964 à Varsovie.

## Biographie
Il est né à Varsovie dans une famille à la tradition patriotique séculaire. Son père, Leszek Dobrowolski, insurgé de Varsovie, pseudonyme de "Wrzos", était un héros des batailles de la vieille ville. Il est le cousin de l'auteur des paroles de l'hymne de l'insurrection de Varsovie, Stanisław Ryszard Dobrowolski, auteur d'un livre sur leur ancêtre commun Jakub Jasiński (pl).